# Миркинд, Анатолий Морицевич
Анатолий Морицевич Миркинд (30 ноября 1921, Калуга — 20 февраля 1983, Кишинёв) — советский историк, специалист по новейшей истории. Доктор исторических наук (1975), профессор Кишинёвского государственного университета (1976).

## Биография
Родился 30 ноября 1921 года в Калуге в семье бухгалтера Морица Борисовича Миркинда (1898—?), уроженца Ружан, и зубного врача Фаины Аркадьевны Басиной (1896—?), родом из Суража. В 1922 году семья переехала в Москву.
В 1939—1944 годах учился на историческом факультете Московского университета, который окончил по кафедре новой истории с отличием. Летом 1941 года работал на строительстве оборонительных сооружений в Смоленской области. Во время Великой Отечественной войны находился в эвакуации в Свердловске. После окончания института, в ноябре 1944 года, был мобилизован и направлен в Военный институт иностранных языков Красной Армии, после окончания которого в звании младшего лейтенанта как военный переводчик был направлен в Берлин. Владел английским, немецким и французским языками. С июля 1943 по ноябрь 1946 года работал в советской секции Союзного контрольного совета в должности старшего переводчика с французского языка в составе группы переводчиков начальника штаба советской военной администрации в Германии. 3 июля 1946 года назначен переводчиком французского языка советское делегации, председательствовавшей в транспортном директорате союзной контрольной власти в Германии, 29 октября того же года служил переводчиком железнодорожного комитета и его подкомитетов в транспортном директорате.
Демобилизован в ноябре 1946 года. С февраля 1947 по март 1948 года работал литературным сотрудником отдела иностранных изданий в журнале «Новое время», с марта по август 1948 года — политический обозреватель голландской редакции Всесоюзного радиокомитета при Совете Министров СССР. В марте 1948 года был направлен старшим преподавателем кафедры всеобщей истории в новообразованный Кишинёвский университет. С 1 сентября 1948 года по 1 сентября 1952 года — старший преподаватель кафедры всеобщей истории (уволен в ходе кампании по борьбе с космополитизмом), затем старший преподаватель Кишинёвской высшей партийной школы. В июне 1955 года ему была присуждена степень кандидата исторических наук (по теме «Германская социал-демократическая партия в борьбе за массы в начале 70-х гг. XIX в. (лето 1871 — янв. 1874 г.)»). Этой же теме была посвящена отдельная монография (1971). С 13 сентября 1959 года — доцент кафедры исторической науки Высшей партийной школы; вёл курс международного рабочего и национально-освободительного движения.
С 1960 года вновь в Кишинёвском университете — доцент кафедр всеобщей, новой и новейшей истории. В 1975 году защитил диссертацию доктора исторических наук по теме
«Германская социал-демократия против реакции и милитаризма (1871—1975 гг.)», с 1976 года профессор кафедры новой и новейшей истории Кишинёвского государственного университета.
23 декабря 1978 года приказом ректора был уволен из университета и исключён из КПСС. Причиной увольнения стало предшествующее увольнение доцента истфака КГУ Михаила Израилевича Володарского, обвинённого в антисоветской деятельности; 2 марта 1978 года М. И. Володарский был обвинён в попытке нелегального вывоза из страны архивных документов (выписок из архива внешней политики, касающихся взаимоотношений царской России и Ирана в середине XIX века), которые ранее находились на хранении у А. М. Миркинда. Миркинду также вменялось в виду сокрытие факта эмиграции в Израиль в 1973 году его дочери от первого брака. Устроиться на работу А. М. Миркинду больше не удалось и он подрабатывал частными уроками английского языка. 19 февраля 1983 года покончил с собой, бросившись под поезд на Кишинёвском железнодорожном вокзале.
Основные научные труды посвящены истории рабочего и социал-демократического движения в XIX веке.

## Семья
- Первая жена (1943—1951) — Малка Юдовна Поткина (1923—?), преподавала историю в Институте усовершенствования учителей и средней школе № 37 в Кишинёве, затем в Москве. Дочь — Виктория Либина (род. 1945).
- Вторая жена — Валентина Ивановна Иванова, врач-психиатр. Дочь Ольга.

## Публикации
- Под знаменем Коммуны: Германская социал-демократия — против реакции и милитаризма 1871—1875 г. Кишинёв: АН МССР, 1971. — 279 с.
- Основные источники по истории германского рабочего движения 60-х — первой половины 70-х годов XIX в. Кишинёв: Кишинёвский государственный университет, 1975. — 61 с.
- Основные аспекты идейно-политического развития германской социал-демократии первой половины 70-х годов XIX века в историографии. Кишинёв: Кишинёвский государственный университет, 1978. — 55 с.